# 송찬의
송찬의(1999년 2월 20일 ~ )는 KBO 리그 LG 트윈스의 외야수이다. 그의 삼촌은 전 KBO 리그 LG 트윈스의 내야수인 송구홍이다.

## 한국 프로야구 시절

### LG 트윈스시절
2018년에 입단하였다. 2022년 시즌 시범 경기에서 6홈런을 쳐 냈다.
2022년 4월 2일 KIA 타이거즈와의 경기에 출전하며 데뷔 첫 경기를 치렀고, 경기에서 3타수 무안타, 1타점을 기록했다. 이후 다소 부진하며 2군에 내려갔다 다시 올라왔으나 훈련 중 부상을 당하며 올라온지 하루도 안 돼서 2군에 내려갔다.

## 호주 프로야구 시절
2022년에 질롱 코리아에 입단하였다. 1루수와 2루수를 병행하며 활약하여 각종 지표에서 팀 내 1위에 올랐다.

## 출신 학교
- 서울화곡초등학교
- 선린중학교
- 선린인터넷고등학교